# Јужноураљск
Јужноураљск (рус. Южноуральск) град је у Русији у Чељабинској области. Према попису становништва из 2010. у граду је живело 37877 становника.

## Становништво
| 1959.  | 1970.  | 1979.  | 1989.  | 2002.  | 2010.  |
| ------ | ------ | ------ | ------ | ------ | ------ |
| 22.403 | 35.323 | 39.184 | 41.335 | 39.275 | 37.877 |